# 抑制消减杂交
消减杂交（英語：Subtractive hybridization）这项技术可使对照组（驱赶子）与试验转录物组cDNA片段中仅不相同的部分得到PCR扩增。转录物相对丰度的差异就被突出显示，例如不同物种间的遗传学差异。此项技术基于：对照品与试样间杂交而形成的双链DNA（dsDNA）被移除，因此消除了cDNA或gDNA中丰度相似的部分，仅剩下差异表达或序列、转录物或基因组序列有变异的部分。
抑制消减杂交（英語：suppression subtractive hybridization，简称为SSH）亦成功地被用于鉴定品系或物种间的DNA序列差异，包括弧菌属等多种细菌。